# Puchar Świata w Zapasach 2009 – styl klasyczny
Zawody Pucharu Świata w 2009 roku w stylu klasycznym mężczyzn odbyły się pomiędzy 20-21 lutego w Clermont-Ferrand we Francji.

## Ostateczna kolejność drużynowa
| Poz. | Państwo     |
| ---- | ----------- |
|      | Rosja       |
|      | Francja     |
|      | Armenia     |
| 4.   | Kuba        |
| 5.   | Kazachstan  |
| 6.   | Węgry       |
| 7.   | Chiny       |
| 8.   | Azerbejdżan |

## Wyniki

### Grupa A
| Grupa A        |
| -------------- |
| 1. Rosja       |
| 2. Armenia     |
| 3. Węgry       |
| 4. Azerbejdżan |

### Mecze
- Rosja -  Armenia 5-2
- Rosja -  Węgry 7-0
- Rosja -  Azerbejdżan 6-1
- Armenia -  Węgry 6-1
- Armenia -  Azerbejdżan 4-3
- Węgry -  Azerbejdżan 4-3

### Grupa B
| Grupa B       |
| ------------- |
| 1. Francja    |
| 2. Kuba       |
| 3. Kazachstan |
| 4. Chiny      |

### Mecze
- Francja -  Kuba 4-3
- Francja -  Kazachstan 3-4
- Francja -  Chiny 6-1
- Kuba -  Kazachstan 5-2
- Kuba -  Chiny 4-3
- Kazachstan -  Chiny 4-3

### Finały
- 7-8  Chiny -  Azerbejdżan 5-2
- 5-6  Kazachstan -  Węgry 5-2
- 3-4  Armenia -  Kuba 5-2
- 1-2  Rosja -  Francja 5-2

## Klasyfikacja indywidualna

### I-VIII
| Waga   |                     |                    |                      | 4                                | 5                  | 6                    | 7                   | 8                |
| ------ | ------------------- | ------------------ | -------------------- | -------------------------------- | ------------------ | -------------------- | ------------------- | ---------------- |
| 55 kg  | Biekchan Mankijew   | Li Shujin          | Marat Garipow        | Shavigh Gevorgyan                | Yagnier Hernández  | Rövşən Bayramov      | Elçin Əliyev        | Gábor Molnár     |
| 60 kg  | Isłambiek Albijew   | Fuad Əliyev        | Nurbakyt Tengyzbajew | Tarik Belmadani                  | Artak Harutiunian  | Maikel Anache Lamoth | Zhen Xie            | Krisztián Jäger  |
| 66 kg  | Darchan Bajachmetow | Siejran Simonian   | Rəsul Çunayev        | Ambako Waczadze Chosrow Melikjan | ----               | Bálint Korpási       | Steeve Guénot       | Qiao Huameng     |
| 74 kg  | Alain Hassli        | Rafiq Hüseynov     | Arsen Dżulfalakian   | Roman Mieloszyn                  | Chang Yongxiang    | Jorgisbell Álvarez   | Rusłan Biełchorojew | Péter Bácsi      |
| 84 kg  | Aleksiej Miszyn     | Mélonin Noumonvi   | Zoltán Fodor         | Artur Szahinian                  | Pablo Shorey       | Wang Gang            | Oleg Szokałow       | Andriej Samochin |
| 96 kg  | Asłanbiek Chusztow  | Margułan Äsembekow | Armen Geghamian      | Yasmany Lugo                     | Jiang Huachen      | Mathieu Lorentz      | Balázs Kiss         | Dienis Miszyn    |
| 120 kg | Mijaín López        | Jurij Patrikiejew  | Yannick Szczepaniak  | Aleksandr Anuczin                | Mihály Deák-Bárdos | Liu Deli             | Giennadij Laszenko  | Jalal Bahadurov  |

### IX-XI
| Waga   | 9                 | 10               |
| ------ | ----------------- | ---------------- |
| 55 kg  | Jonathan Lemaire  | Tarik Bougherira |
| 60 kg  | Sébastien Hidalgo | ----             |
| 66 kg  | Alexander Casal   | Sasun Ghambarian |
| 74 kg  | Aleksiej Iwanow   | ----             |
| 84 kg  | Szalwa Gadabadze  | ----             |
| 96 kg  | ----              | ----             |
| 120 kg | ----              | ----             |